# Giao dịch phân tán
Một giao dịch phân tán là giao dịch bao gồm một bó thao tác giữa hai hoặc nhiều máy. Thông thường, trong một giao dịch phân tán, một số máy cung cấp tài nguyên cho giao dịch (tức là đối tượng giao dịch), máy quản lý việc giao dịch (tức quản lý vào thao tác trên tài nguyên được cung cấp), và máy yêu cầu giao dịch (gửi yêu cầu tới máy quản lý giao dịch). Những máy này có thể là một hoặc khác nhau, tuỳ theo cấu trúc của hệ thống.
Giao dịch phân tán, cũng như mọi giao dịch khác, phải đảm bảo các thuộc tính ACID.